# Офис

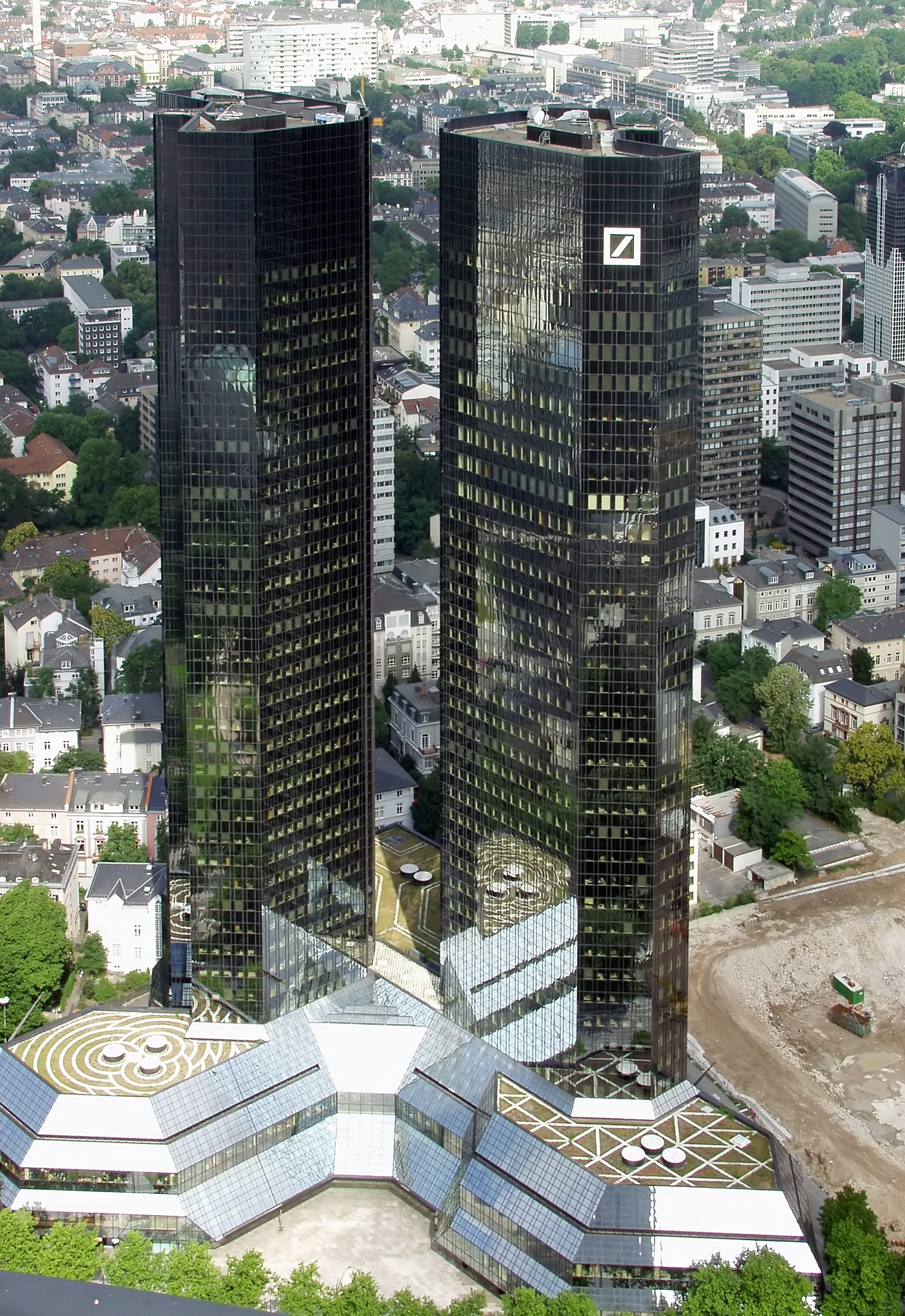
Главная контора Deutsche Bank (Франкфурт-на-Майне, ФРГ).

Внутри конторы (офиса).

О́фис (англ. office) или конто́ра (нем. Kontor) — помещение, здание, комплекс зданий, в котором работают служащие предприятия (фирмы). В офисе (конторе) принимают клиентов, хранят и обрабатывают документы, архивы и тому подобное.
Гла́вный о́фис (гла́вная конто́ра) или центра́льный о́фис (центра́льная конто́ра) — офис (контора), в котором находится руководство предприятия (фирмы), место пребывания центрального аппарата компании или предприятия, где размещаются топ-менеджмент компании или предприятия, дирекция, секретариат и другие важные административные подразделения. Место расположения главного офиса указывается при регистрации фирмы.
Под офисом (конторой) иногда также подразумевается рабочий кабинет руководителя или сотрудника какой-либо общественной организации, государственного органа, предприятия, фирмы, корпорации и так далее.

## Классификация

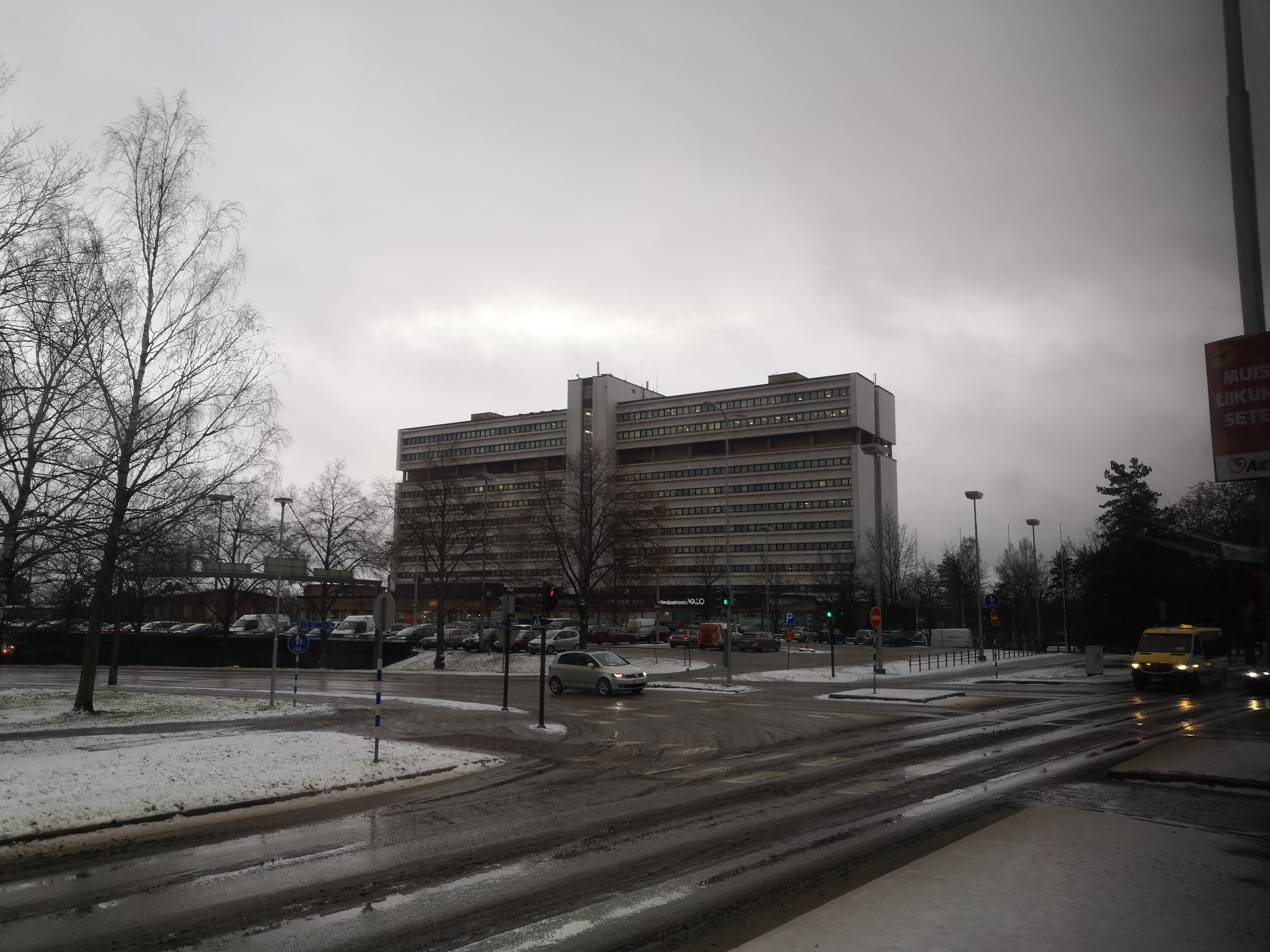
Коувола, административное здание

Для удобства делового оборота офисы принято относить к той или иной категории. Наиболее распространённой является буквенная классификация, в соответствии с которой выделяются основные категории офисных помещений A, B, C, D (A — наиболее высокий, D — наиболее низкий класс), которые дополнительно уточняются путём дополнения символами «+» и «-» (A+, A, A- и т. д.) либо цифровыми индексами (A1, A2 и т. д.). Присвоение класса в определённой степени субъективно и производится с учётом следующих характеристик помещений:
- Расположение
- Тип здания
- Год постройки
- Права
- Управление зданием
- Конструктивные решения
- Межэтажные перекрытия
- Окна
- Планировка и отделка
- Инженерные системы
- Системы кондиционирования и вентиляции
- Телекоммуникации
- Парковка
- Лифты
- Охрана
- Инфраструктура

### Типы офисов
- Бокс-офис
- Бэк-офис
- Виртуальный офис
- Исполнительный офис
  - Исполнительный офис президента США
- Мидл-офис
- Миниофис
- Облачный офис
- Онлайн-офис
- Офис открытого типа
- Семейный офис
- Фронт-офис

## Офисы класса А
Один из видов помещений, предназначенных для работы служащих, ведения коммерческой деятельности, приёма клиентов. Такие офисы располагаются в центральной части города, в престижных зданиях новой постройки, бизнес-центрах, что делает офисы класса А самыми дорогими с точки зрения величины арендной платы. Обычно арендуются для размещения высшего руководящего состава, часто выполняют представительские функции.
Арендаторы офисов класса А — крупные компании, филиалы зарубежных фирм.
Для офисов класса А характерны: предназначение для руководства международной управляющей компании, индивидуальная отделка помещений или авторский дизайн, новейшее оборудование, наличие зала для общения с VIP-клиентами, ресепшна, высота этажа не менее 3,6 м, оптико-волоконные телекоммуникации.
Особенности зданий, в которых расположены офисы класса А: наличие системы кондиционирования, собственной службы охраны, высокоскоростных лифтов, конференц-залов, наземных и подземных парковок, кафе, автоматизированных систем жизнеобеспечения, систем контроля доступа в здание бизнес-центра.
Выделяют офисы класса A+, A, A- или А1, А2 и А3.

## Офисы класса В
Офисы класса В — один из типов помещений, предназначенных для работы служащих, осуществления коммерческой деятельности. Несколько уступают по уровню офисам класса А, относятся к офисам экономкласса, характеризуются более низкой арендной ставкой. Предназначены для размещения основного персонала компании. Офисы класса B относят к категории рабочих, а не представительских помещений. Обычно их выбирают солидные банки, представительства зарубежных компаний, СМИ.
Офисы класса В располагаются в реконструированных особняках, зданиях современной постройки, модернизированных административных, промышленных зданиях 60—80 годов XX века. Некоторые офисы класса B находятся в бывших бизнес-центрах категории А, прошедших период 5-летней эксплуатации.
Для зданий класса B характерны те же параметры, что и для объектов класса А, однако спектр услуг может быть более узким. Так, для офисов класса B характерно наличие наземной парковки, часто отсутствует автоматизированная система управления зданием. К зданиям с офисами класса B предъявляются менее строгие требования к качеству отделки помещений, уровню инженерных, вентиляционных систем.
В категории B различают офисы класса B+, B1, а также B2.

## Офисы класса С

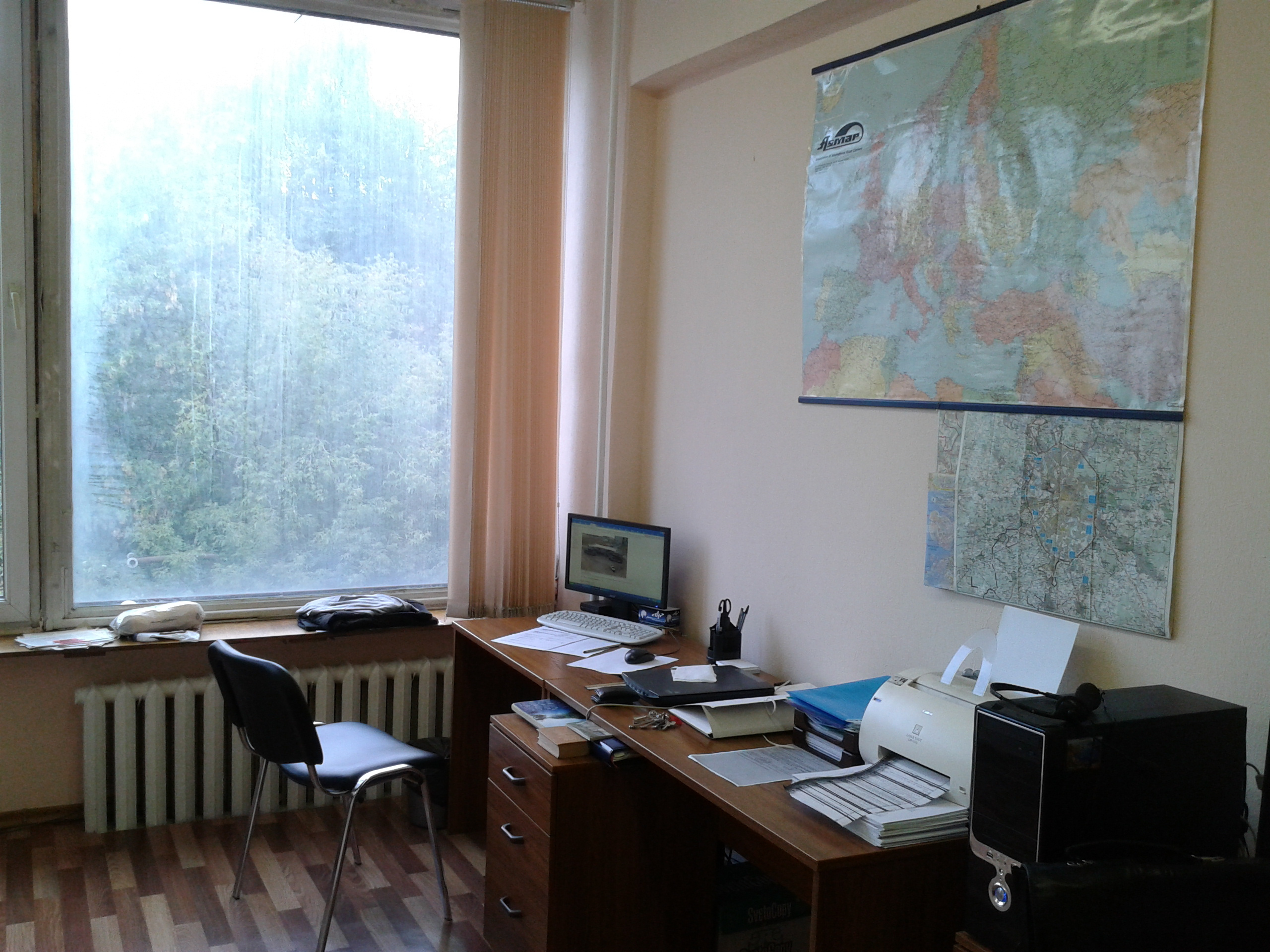
Офис категории C в Москве, 2015 год

Вид помещений, которые арендуются у предприятий, административных учреждений или НИИ для офисной деятельности, но изначально не предназначены для неё. В помещениях такого типа часто отсутствуют современная система кондиционирования, а также ряд других составляющих инфраструктуры. Многие из них являются морально устаревшими и требуют ремонта, однако они имеют основные коммуникации, так как здания, перепрофилированные под офисные, в течение длительного периода уже находятся в эксплуатации.
Арендаторами офисов являются небольшие компании и организации. Здания располагаются в спальных или не слишком престижных районах. Часто это здания с устаревшим фасадом и интерьером, поэтому арендаторы производят косметический или полный ремонт. Характерен неудобный подъезд, отсутствует централизованная парковка.
К ограниченному набору услуг офисов класса С относятся: центральное отопление, связь, в том числе интернет, туалет на этаже или в коридоре, обычная система вентиляции, охрана, наличие столовой или кафе.

## Офисы класса D
Офисы класса D — старые помещения в институтском здании в состоянии «без ремонта». Здания данного типа имеют больше отрицательных деталей, чем положительных. Во многих случаях требуется капитальный ремонт. Характерные черты класса D: непрезентабельный вид, неудобная планировка и устаревшие коммуникации, отсутствие кондиционирования.

## Оснащение офиса
- Офисная мебель
- Офисное оборудование
- Офисный компьютер